# Orgy
Gli Orgy sono un gruppo musicale alternative metal statunitense formatosi a Los Angeles (California). La loro musica è stata specificatamente descritta come "death pop" o "space core", e spesso chiamata anche cyber metal o industrial metal.

## Storia del gruppo
La band si formò nel 1997 dal cantante Jay Gordon e il chitarrista Ryan Shuck che, con Jonathan Davis, erano nella band Sexart, assistendo in eventuali canzoni della casa discografica dei Korn, Elementree Records.
Il bassista Paige Haley, il chitarrista Amir Derakh e il batterista Bobby Hewitt completarono la formazione. Tutti erano veterani della scena hair metal degli ultimi anni ottanta/primi anni novanta di Los Angeles. Derakh aveva ottenuto precedentemente fama negli anni ottanta nella band heavy metal Rough Cutt e nei Jailhouse, ed era un componente degli Electric Love Hogs. Gordon e Derakh erano inoltre degli esperti produttori.
Sei mesi dopo la loro fondazione furono ingaggiati dalla Elementree Records con cui iniziarono a produrre demo e a esibirsi in piccoli show. Nel 1998 uscì il loro album di debutto, Candyass, e con esso il loro primo singolo, Stitches, battuto però in numero di vendite dal secondo singolo, cover dei New Order, Blue Monday.
Gli Orgy fecero il loro debutto live alla EdgeFest, a Tulsa, in Oklahoma, nel 1998 e si unirono al Family Values Tour con i Korn, i Limp Bizkit, Ice Cube, gli Incubus e i Rammstein.
Il loro secondo album, denominato Vapor Transmission, uscì nel 2000 con i singoli Fiction (Dreams in Digital) e Opticon. Dopo questa uscita, gli Orgy lasciarono la Reprise Records per l'etichetta di Gordon, la D1 Music. Con questa casa uscì il loro terzo disco, Punk Statik Paranoia, nel 2004.
Nel 2001 gli Orgy sono apparsi come guest star in una puntata della serie televisiva americana Streghe (episodio 3.18, "La scatola dei peccati"), nella quale hanno suonato Opticon.

## Formazione
Attuale
- Jay Gordon – voce (1996-2004, 2010-presente)
- Carlton Bost – chitarra (2011-presente)
- Ashburn Miller – chitarra, tastiera (2011-presente)
- Nic Speck – basso (2011-presente)
- Jamie Miller – batteria (2011-presente)

Ex componenti
- Bobby Hewitt – batteria (1996-2004)
- Ryan Shuck – chitarra (1996-2004)
- Amir Derakh – guitar synth (1996-2004)
- Paige Haley – basso (1996-2004)

## Discografia

### Album in studio
- 1998 – Candyass
- 2000 – Vapor Transmission
- 2004 – Punk Statik Paranoia

### EP
- 2006 – Blue Monday EP
- 2007 – Vague EP
- 2015 – Talk Sick